# Falešní hráči
Falešní hráči je šestý román amerického spisovatele detektivních knih Michaela Connellyho. Jedná se o jeho pátou knihu s losangeleským detektivem Hieronymem "Harrym" Boschem v hlavní roli.

## Děj knihy
V kufru odstaveného Rolls Royce je nalezeno tělo muže, který je spojován s mafií a přivede Bosche a jeho vyšetřování do Las Vegas. Jedná se o Harryho první případ od přeložení na oddělení vražd. Auto nalezl policista na své pochůzce v blízkosti Hollywood Bowl. Harry dorazí na místo právě když nedaleko probíhá koncert a po jeho skončení je naplánován velký ohňostroj. Na radu velitele hasičů a po schválení doktora ohledávajícího tělo, nechá Bosch auto převést. Prohledání auta tedy proběhne až v budově policie. Poté, co je zjištěno jméno a adresa oběti, vyrazí Harry společně se svým parťákem promluvit si s manželkou oběti. Později se vydá na prohlídku malé kanceláře, kterou si zavražděný udržoval ve filmovém studiu. Získá přístup k nahrávkám z kamer u vchodu do kanceláře. Na nahrávkách je vidět, že se do kanceláře někdo vloupal a odnesl z ní nastražené štěnice. Harryho tým později zjistí, že štěnice do telefonu zavražděného umístili lidé z jiného oddělení losangeleské policie, a to bez povolení. Bosch je vyslán do Las Vegas aby zjistil co tam jejich oběť dělala a s kým byla v kontaktu. Dostane se také k videozáznamu pokerové hry, kterou zde jejich oběť odehrála. V jednom z hráčů u stolu Bosch rozpozná bývalou agentku FBI Eleanor Wishovou. Díky pomoci od policejního náčelníka lasvegasské policie se mu podaří Eleanor najít a stráví u ní noc. Později je Eleanor předvolána na policejní ředitelství, ale Boschovi se podaří ji očistit. Eleanor je násedně unesena místní mafií, ale Boschovi se podaří zjistit, kde je držena, a osvobodí ji. Příběh pak pokračuje dál.